# La Picto-Charentaise
La Picto-Charentaise est une course cycliste féminine d'un jour disputée dans le nord de la Nouvelle-Aquitaine. Elle est créée en 2016 et organisée par Poitou-Charentes Animation tout comme la Classic Féminine de Vienne Nouvelle-Aquitaine. La course est une épreuve de la Coupe de France féminine depuis sa création.
Elle a lieu pour la première fois en 2016 en tant que course inscrite au calendrier national. La course est inscrite au calendrier des courses UCI depuis la saison 2019 et est d'abord classée dans la catégorie 1.2. En 2024, ell est pour la première fois classée en catégorie 1.1. Le parcours vallonné emmène les cyclistes de Poitiers à Châtellerault dans la région Nouvelle-Aquitaine, au centre de la France.
Elle est généralement organisée en ouverture de la dernière étape du Tour Poitou-Charentes en Nouvelle-Aquitaine.

## Palmarès
| Année | Vainqueur         | Deuxième            | Troisième          |                  |
| ----- | ----------------- | ------------------- | ------------------ | ---------------- |
| 2016  | Greta Richioud    | Eugénie Duval       | Charlotte Bravard  |                  |
| 2017  | Anabelle Dreville | Roxane Fournier     | Victorie Guilman   |                  |
| 2018  | Lauren Kitchen    | Maëlle Grossetête   | Pauline Allin      |                  |
| 2019  | Gladys Verhulst   | Lauren Kitchen      | Flávia Oliveira    |                  |
| 2020  | annulé/abandonné  | annulé/abandonné    | annulé/abandonné   | annulé/abandonné |
| 2021  | Marta Lach        | Marta Bastianelli   | Laura Asencio      |                  |
| 2022  | Marie Le Net      | Skylar Schneider    | Nathalie Eklund    |                  |
| 2023  | Gladys Verhulst   | Carlijn Achtereekte | Valentina Basilico |                  |
| 2024  | Sheyla Gutiérrez  | Emma Norsgaard      | Eline Jansen       |                  |
| 2025  |                   |                     |                    |                  |